# Hersilia occidentalis
Hersilia occidentalis är en spindelart som beskrevs av Simon 1907. Hersilia occidentalis ingår i släktet Hersilia och familjen Hersiliidae. Inga underarter finns listade i Catalogue of Life.